# Кунигунда фон Орламюнде
Кунигунда Орламюндская (нем. Kunigunde von Orlamünde; Ирина; 2-я половина 1050-х — после 20 марта 1117) — древнерусская княгиня, дочь графа Орламюнде и Веймара Оттона I и Аделы Брабантской, жена князя волынского Ярополка Изяславича.

## Биография
Отец, Оттон Веймарский, умер рано, в начале 1067 года. Мать Кунигунды Адела в 1069 году вышла замуж за Деди, маркграфа Лужицкой марки. Он примерно в 1071—1072 годах выдал свою падчерицу Кунигунду за Ярополка, сына киевского князя Изяслава Ярославича. На Руси Кунигунда получила второе имя Ирина.
В 1073—1076 годах Кунигунда разделяла с мужем и тестем изгнание. В 1075 году она вместе с ними оказалась у своего отчима маркграфа Деди.
После смерти Изяслава Ярославича в 1078 году жила вместе с мужем и его матерью Гертрудой на Волыни.

В начале 1086 года, во время войны с Всеволодом Ярославичем и Ростиславичами, когда Ярополк уехал в Польшу за помощью, оставив Кунигунду и Гертруду в Луцке, Владимир Мономах взял Луцк, пленил его мать и жену и отвез в Киев. Согласно версии Назаренко Гертруда вскоре скончалась, оставив Кунигунде трирский псалтырь. После возвращения из Польши Ярополк помирился с Владимиром, но в ноябре 1086 года был убит.
После смерти Ярополка Кунигунда, забрав с собой младшую дочь, вернулась на родину к сестре Оде и её мужу Экберту Мейсенскому, и вскорости вышла замуж повторно за Куно Нортхеймского (ум. 1103), младшего брата Генриха Толстого, союзника Экберта. По владениям своей жены Куно стал именоваться графом Бейхлингенским. Дочь она выдала замуж за Гюнтера, графа кефернбургского.
В конце 1099 — начале 1100 Генрих Толстый получил Фризскую марку и решил породниться с местной знатью. Он выдал двух своих юных племянниц, старших дочерей Куно и Кунигунды, за владетелей Цютфена и Люксембурга. Однако получить какие-либо преимущества от этих браков он не успел, в 1101 году он погиб. А в 1103 году двумя своими вассалами был убит Куно Бейхлингенский, в том же году погиб и Генрих Старший. Потеряв влиятельных родственников, Кунигунда была вынуждена искать третьего замужества. В 1110 году она вышла замуж за Випрехта Гройчского (ум. 1124), впоследствии маркграфа Лужицкой и Мейсенской марок. Её младшая дочь Кунигунда в том же году вышла замуж за сына своего отчима, по имени тоже Випрехта. Такая двойная свадьба позволила закрепить наследственные владения Кунигунды за потомками Випрехта.
В 1112 году без наследников по мужской линии скончался дальний родственник Кунигунды Ульрих Веймарский, на его земли претендовали и император Генрих V и племянник Кунигунды Зигфрид фон Балленштедт как родственник по материнской линии. Випрехт Гройчский вмешался в борьбу на стороне родственников жены. В том же году или в начале следующего Випрехт заключил с тюрингским графом Людвигом Скакуном, тестем скончавшегося Ульриха Веймарского, и Зигфридом фон Балленштедт союз против императора. События развивались неудачно для союзников. Зигфрид был ранен и скончался 9 марта 1113 года. Випрехт попал в плен и был приговорён к смертной казни, заменённой на конфискацию всех его владений. До 1117 года он сидел в заключении в темнице замка Трифельс. Випрехт-младший умер в 1117 году. К этому времени относится и последнее упоминание о Кунигунде (20 марта 1117), вероятно, она умерла вскоре после этой даты (во всяком случае раньше своего мужа).

## Брак и дети
Примерно в 1071—1072 годах Кунигунда вышла замуж за Ярополка Изяславича (ум. 22 ноября 1086). Дети:
- Анастасия (1074 — 3 января 1158), примерно в 1086 году вышла замуж за минского князя Глеба Всеславича.
- дочь[К 5] (в немецких источниках Матильда; род. ок. 1076[К 6]), в 1087/1088 вышла замуж за Гюнтера[К 7], графа кефернбургского, родоначальника графов Шварцбургских. От этого брака родился Зиццо фон Кефернбург.
- Ярослав (ум. 11 августа 1102), князь берестейский
- Вячеслав (ум. 13 декабря 1104)

В конце 1087 — начале 1088 года Кунигунда вышла замуж второй раз за Куно Нортхеймского (ум. 1103), сына Оттона Нортхеймского. Дети:
- Матильда[8][К 8] (род. прим. 1088/1089[К 9]), ок. 1100[9] вышла замуж за Генриха Цютфенского, сына Оттона Богатого.
- Лиутгарда[8][К 10] (род. прим. 1089/1090[К 11]), ок. 1100[9] вышла замуж за Вильгельма I Люксембургского.
- Адела[8](прим. 1090/1094 — 1123), примерно в 1100/1106 вышла замуж за Дитриха III, графа катленбургского (ум. 12 августа 1106),[К 12] а после его смерти за графа Гельфериха фон Плёцкау (ум. 1118), свойственника графов фон Штаде, владевших Северной маркой, впоследствии Северная марка перешла к нему.
- Кунигунда[8] (вторая пол. 1090-х — 1140), в 1110 вышла замуж за Випрехта-младшего Гройчского (ум. 1117), а вторым браком, который состоялся после марта 1127, за графа Дипольда III, маркграфа Северной Баварской марки, представителя дома Дипольдингов[К 13]

В 1110 году Кунигунда вышла замуж за Випрехта Гройчского (ум. 1124). Детей у них не было.

## Комментарии
1. ↑  Традиционной датой смерти считается 1140 год, но он вероятнее всего относится к младшей дочери Кунигунды Кунигунде фон Бейхлинген[2][3][4][5].
2. ↑  Историки долго не могли определиться, кто именно из русских князей был мужем Кунигунды. Назывались кандидатуры Игоря Ярославича, Изяслава Ярославича. С начала XX века считается установленным, что мужем Кунигунды был Ярополк
3. ↑  В историографии также относят свадьбу Кунигунды и Ярополка ко времени пребывания того в Германии, то есть к приблизительно 1075 году. Но в 1074 у Ярополка уже родилась дочь, что означает что свадьба была на год-два ранее, по меньшей мере. Узкая датировка 1071—1072 годами принадлежит Назаренко[6]
4. ↑  Неправильно было бы сказать, что она при этом перекрестилась в православие[7].
5. ↑  Её имя неизвестно. На разных онлайн-ресурсах генеалогического плана ей приписывают имя Мехтильда, но в серьезной литературе её имя не встречается.
6. ↑  Примерная дата рождения и дата свадьбы с Гюнтером основываются на примерной дате рождения Зиццо — ок. 1090 года. Она в свою очередь базируется на том, что уже в 1103 году Зиццо упоминается как самостоятельный человек.
7. ↑  Саксонский анналист, который сообщает об этом браке, не уточняет за какого именно тюрингского графа Гюнтера вышла дочь Кунигунды, но имена «Гюнтер» и «Зиццо» являются фамильными именами Шварцбургского дома
8. ↑  В генеалогических справочниках указана как Матильда. Но Саксонский анналист, из которого взяты данные о браках Кунигунды и её дочерей, не знает её имени.
9. ↑  Исходя из даты свадьбы Кунигунды и Куно, а также даты свадьбы дочери Кунигунды и Генриха.
10. ↑  В генеалогических справочниках указана как Лиутгарда. Саксонский анналист её имени не знает.
11. ↑  Исходя из даты свадьбы Кунигунды и Куно, а также даты свадьбы дочери Кунигунды и Вильгельма.
12. ↑  Дитрих был сыном Гертруды Брауншвейгской от первого брака с Дитрихом II Катлебургским. Третьим мужем Гертруды был брат Кунигунды Генрих Старший
13. ↑  Согласно версии Назаренко через этот брак в дом Дипольдингов попал трирский псалтирь.